# Augusto Sakai
Augusto dos Santos Sakai (ur. 19 maja 1991 w Kurytybie) – brazylijski zawodnik mieszanych sztuk walki (MMA). Walczył m.in. w Bellator MMA i UFC. Obecnie związany z polską organizacją KSW, w której zajmuje 4. miejsce w oficjalnym rankingu wagi ciężkiej.

## Kariera MMA

### Wczesna kariera
Sakai zadebiutował w MMA, w październiku 2011 roku. Pierwsze walki stoczył na terenie swojej rodzinnej Brazylii. W ciągu pierwszych dwóch lat swojej kariery zgromadził rekord sześciu zwycięstw i zero porażek, a wszystkie z wyjątkiem jednego zakończyły się przez nokaut.

### Bellator MMA
W marcu 2013 zadebiutował w Bellator MMA. Pierwszą walkę dla tej federacji stoczył na gali Bellator 94, pokonując Roba Hortona przez nokaut kolanem. 
25 lipca 2014 podczas wydarzenia Bellator 122 w trzeciej rundzie znokautował wysokim kopnięciem i kolanem Matta Fremblinga. 
20 maja 2016 na Bellator 155 zremisował po trzech rundach walkę z Danem Charlesem.
19 maja 2017 podczas gali Bellator 179 zmierzył się z Francuzem, Cheickiem Kongo. Przegrał walkę niejednogłośną decyzją sędziów.

### UFC
Sakai zadebiutował w największej amerykańskiej organizacji w walce z Chase'em Shermanem, w dniu 22 września 2018 roku na UFC Fight Night 137. Wygrał przez TKO w trzeciej rundzie.
27 kwietnia 2019 roku na UFC Fight Night: Jacaré vs. Hermansson stoczył walkę z bardziej doświadczonym Andrejem Arłouskim. Sędziowie niejednogłośnie wypunktowali ten pojedynek dla Brazylijczyka w stosunku 29-28, 28-29, 29-28.
14 września 2019 roku na UFC Fight Night 158 zmierzył się z Marcinem Tyburą. Sakai znokautował Polaka w 59 sekund od rozpoczęcia pojedynku. Następnie podpisał nowy kontrakt z UFC na sześć walk.
W kolejnej walce miał zmierzyć się z Błagojem Iwanowem w terminie 9 maja 2020 roku na ówczesnej UFC 250. Z powodu przeniesienia wydarzenia do Stanów Zjednoczonych Sakai nie mógł wziąć w nim udziału z powodu problemów z wizą. 9 kwietnia Dana White, prezydent UFC, ogłosił, że wydarzenie to zostało przełożone, a walka ostatecznie odbyła się 30 maja 2020 na UFC on ESPN: Woodley vs. Burns w Las Vegas. Po bliskiej walce zwyciężył niejednogłośną decyzją sędziów.
W latach 2020-2022 czterokrotnie przegrywał przez nokaut (z Alistairem Overeemem, Jairzinho Rozenstruikiem, Tai'em Tuivasą oraz Sergiejem Spiwakiem) 
25 lutego 2023 na gali UFC Fight Night: Muniz vs. Allen zmierzył się z Don'Tale Mayesem. Zwyciężył jednogłośną decyzją sędziów.

### KSW
Po rozstaniu z UFC podpisał kontrakt z polską organizacją Konfrontacją Sztuk Walki, dla której zadebiutował 7 czerwca 2024. Sakai na gali KSW 95 w Olsztynie uległ jednogłośnie na punkty w walce o pas mistrzowski Philowi De Friesowi, który zdominował Sakaia klinczową dominacją.
W drugiej walce dla polskiej organizacji zawalczył z Szymonem Bajorem 26 kwietnia 2025 podczas gali XTB KSW 105, która miała miejsce w gliwickiej PreZero Arenie. Zwyciężył przez niejednogłośną decyzję sędziowską.

## Lista zawodowych walk w MMA
| Wynik     | Bilans | Przeciwnik (bilans przed walką) | Rozstrzygnięcie                                            | Runda | Czas | Rozgrywki                                    | Data       | Miejsce              | Uwagi                                                                                      |
| --------- | ------ | ------------------------------- | ---------------------------------------------------------- | ----- | ---- | -------------------------------------------- | ---------- | -------------------- | ------------------------------------------------------------------------------------------ |
| Wygrana   | 17-6-1 | Szymon Bajor (25-11)            | Decyzja (niejednogłośna)                                   | 3     | 5:00 | XTB KSW 105: Bartosiński vs. Grzebyk 2       | 26.04.2025 | Gliwice              |                                                                                            |
| Przegrana | 16-6-1 | Phil De Fries (24-6. 1 NC)      | Decyzja (jednogłośna)                                      | 5     | 5:00 | KSW 95: Wikłacz vs. Przybysz 5               | 07.06.2024 | Olsztyn              | Debiut w KSW. Pojedynek o pas międzynarodowego mistrza KSW w wadze ciężkiej. Co-Main Event |
| Wygrana   | 16-5-1 | Don'Tale Mayes (9-4)            | Decyzja (jednogłośna)                                      | 3     | 5:00 | UFC Fight Night: Muniz vs. Allen             | 25.02.2023 | Las Vegas            |                                                                                            |
| Przegrana | 15-5-1 | Sergiej Spiwak (14-3)           | TKO (ciosy pięściami)                                      | 2     | 3:42 | UFC on ESPN: Santos vs. Hill                 | 06.08.2022 | Las Vegas            |                                                                                            |
| Przegrana | 15-4-1 | Tai Tuivasa (12-3)              | KO (ciosy pięściami)                                       | 2     | 0:26 | UFC 269                                      | 11.09.2021 | Las Vegas            |                                                                                            |
| Przegrana | 15-3-1 | Jairzinho Rozenstruik (11-2)    | TKO (ciosy pięściami)                                      | 1     | 4:59 | UFC Fight Night: Rozenstruik vs. Sakai       | 05.06.2021 | Las Vegas            | Main Event                                                                                 |
| Przegrana | 15-2-1 | Alistair Overeem (46-18. 1 NC)  | TKO (łokcie i ciosy pięściami)                             | 5     | 0:26 | UFC Fight Night: Overeem vs. Sakai           | 05.09.2020 | Las Vegas            | Main Event                                                                                 |
| Wygrana   | 15-1-1 | Błagoj Iwanow (18-3. 1 NC)      | Decyzja (niejednogłośna)                                   | 3     | 5:00 | UFC Fight Night: Woodley vs. Burns           | 30.05.2020 | Las Vegas            |                                                                                            |
| Wygrana   | 14-1-1 | Marcin Tybura (17-5)            | KO (ciosy pięściami)                                       | 1     | 0:59 | UFC on ESPN+ 16: Cowboy vs. Gaethje          | 14.09.2019 | Vancouver            |                                                                                            |
| Wygrana   | 13-1-1 | Andrej Arłouski (27-17. 2 NC)   | Decyzja (niejednogłośna)                                   | 3     | 5:00 | UFC Fight Night: Jacaré vs. Hermansson       | 27.04.2019 | Sunrise              |                                                                                            |
| Wygrana   | 12-1-1 | Chase Sherman (11-5)            | TKO (ciosy pięściami)                                      | 3     | 4:03 | UFC Fight Night: Santos vs. Anders           | 22.09.2018 | São Paulo            | Debiut w UFC.                                                                              |
| Wygrana   | 11-1-1 | Marcos Conrado Jr. (5-0)        | TKO (ciosy pięściami)                                      | 2     | 3:09 | Dana White's Contender Series 2018: Brazil 1 | 10.08.2018 | Las Vegas            | Pojedynek o kontrakt z UFC.                                                                |
| Wygrana   | 10-1-1 | Tiago Cardoso (7-2)             | TKO (ciosy pięściami)                                      | 1     | 2:17 | Imortal FC 7                                 | 11.11.2017 | São José dos Pinhais |                                                                                            |
| Przegrana | 9-1-1  | Cheick Kongo (26-10-2)          | Decyzja (niejednogłośna)                                   | 3     | 5:00 | Bellator 179: Daley vs. MacDonald            | 19.05.2017 | Londyn               |                                                                                            |
| Remis     | 9-0-1  | Dan Charles (10-3)              | Remis (większościowy)                                      | 3     | 5:00 | Bellator 155                                 | 20.05.2016 | Boise                |                                                                                            |
| Wygrana   | 9-0    | Alex Huddleston (6-1)           | Decyzja (jednogłośna)                                      | 3     | 5:00 | Bellator 145                                 | 06.11.2015 | Saint Louis          |                                                                                            |
| Wygrana   | 8-0    | Daniel Gallemore (4-2)          | TKO (niezdolność do kontynuowania walki)                   | 2     | 5:00 | Bellator 139                                 | 26.06.2015 | Mulvane              |                                                                                            |
| Wygrana   | 7-0    | Matt Frembling (9-2)            | TKO (wysokie kopnięcie na głowę, kolano i ciosy pięściami) | 3     | 3:32 | Bellator 122                                 | 25.07.2014 | Temecula             |                                                                                            |
| Wygrana   | 6-0    | Edison Lopes (2-0)              | Decyzja (jednogłośna)                                      | 3     | 5:00 | Golden Fighters 8                            | 12.12.2013 | Novo Hamburgo        |                                                                                            |
| Wygrana   | 5-0    | Rob Horton (1-0)                | KO (kolana)                                                | 2     | 4:01 | Bellator 94                                  | 28.03.2013 | Tampa                | Debiut w Bellator MMA.                                                                     |
| Wygrana   | 4-0    | Arley Simetti (2-4)             | KO (kolana)                                                | 1     | 2:04 | Samurai FC 9: Water vs. Fire                 | 15.12.2012 | Kurytyba             |                                                                                            |
| Wygrana   | 3-0    | Dayvisson Daniel (0-0)          | TKO (ciosy pięściami)                                      | 1     | N/A  | Evolution Fight Combat 3                     | 20.05.2012 | Kurytyba             |                                                                                            |
| Wygrana   | 2-0    | Marcio Fernando (0-1)           | TKO (ciosy pięściami)                                      | 1     | 0:35 | Power Fight Extreme 6                        | 19.11.2011 | Kurytyba             |                                                                                            |
| Wygrana   | 1-0    | Cesar Alberto (0-0)             | KO (ciosy pięściami)                                       | 1     | 1:54 | Adventure Fighters Tournament                | 15.10.2011 | Kurytyba             |                                                                                            |